# Makararaja chindwinensis
Makararaja chindwinensis – gatunek słodkowodnej ogończy, jedyny przedstawiciel rodzaju  Makararaja, odkryty w górnej Birmie w rzece Czinduin. Opisana w 2007 przez Tysona Robertsa. Jest blisko spokrewniona z rodzajem Pastinachus. Od pozostałych ogończowatych wyróżnia się niemal okrągłym kształtem dysku.